# Robert Israel
Robert Israel (* 30. April 1963 in Los Angeles, Kalifornien) ist ein US-amerikanischer Stummfilmbegleiter, Organist, Pianist und Komponist.

## Leben und Werk
Israel begann im Alter von 16 Jahren mit dem Klavierspiel. Mit 17 Jahren begann er, berufsmäßig Stummfilme zu begleiten. Gefördert wurde er von dem Theaterorganisten Gaylord Carter (1905–2000). 1988 beendete er ein Musikstudium an der California State University, Northridge.
Er unterrichtet als Gast an verschiedenen Filmhochschulen in Südkalifornien und tritt als Solist und als Orchesterleiter in den USA, Japan und Europa vor allem auf Filmfestivals auf.
Bei der Academy of Motion Picture Arts and Sciences war er 13-mal in Folge Musikdirektor.
Zu den bevorzugten Instrumenten gehören Theater- und Kinoorgeln wie die Wurlitzer-Orgel in der Barnum Hall in Santa Monica, im Plummer Auditorium Theatre in Fullerton oder im Orpheum Theatre in Los Angeles, aber auch die Welte-Rundfunkorgel des NDR. Er spielt aber auch auf großen Kirchen- und Konzertorgeln wie in der Ascension Lutheran Church in Thousand Oaks und der Royce Hall in Los Angeles oder auf dem Klavier.

## Kompositionen (Auswahl)
Im Jahr 2009 wurde Israels 1995 erstellte Musikfassung zu Buster Keatons Klassiker „Der General“ auf Blu-ray veröffentlicht, nachdem sie bereits 1999 auf DVD erschienen war. 2011 brachte Warner Archive Classics Rex Ingrams  „The Magician“ (1926) mit der Begleitmusik von Robert Israel auf DVD heraus.
Neue symphonische Begleitmusiken erschienen für Friedrich Wilhelm Murnaus „Phantom“ (1922) und für Louis Feuillades Zwölfteiler „Judex“ (1916). Für Erich von Stroheims „Gier“ (1924) rekonstruierte er eine neue, beinahe vier Stunden dauernde Filmmusik für die von Rick Schmidlin 1999 rekonstruierte Version.
Über 20 Neukompositionen entstanden zu den Filmen von Harold Lloyd.

## Auftritte
Am 8. Juni 2011 begleitete Israel in Wien bei einem Stummfilmabend im Lokal „Das Heinz“ Fred Niblos „The Mark Of Zorro“ (1920) am Klavier. Ein weiteres Mal gastierte Israel am 27. Mai 2013 im Lokal „Das Heinz“ bei einem Stummfilmabend mit Slapsticks.
Der Kulturkanal Arte strahlte zur Jahreswende Dezember 2013/Januar 2014 die Slapstick-Kurzfilme „Hinter der Leinwand“, „Das Pfandleihhaus“ und „Der Abenteurer“, die Charles Chaplin 1916 bei der Mutual Co. drehte, im deutschen Fernsehen mit der Begleitung durch das Robert Israel Orchestra aus.
Für Arte (Lobster Film) steuerte er 2013 auch die Musik zu einer Dokumentation über Chaplin mit dem Originaltitel La Naissance de Charlot bei.

## Auszeichnungen
- 2006 Ehrendoktor der Universität Stockholm[24]